# Tubbataha
Tubbataha je atol u Suluskom moru na Filipinima, 181 km jugoistočno od grada Puerto Princesa u pokrajini Palawan. Greben Tubbataha je dobio ime po kombinaciji dvije sama riječi; tubba ("dugački greben") i taha ("izložen za oseke"). Sastoji se od dva koraljna atola koja su razdvojena 8 km širokim kanalom. Južni, manji, ima promjer 3 x 5 km, dok Sjeverni, veći, ima promjer 3 x 16 km. Oba u središtu imaju jedan otočić, imaju duboke lagune, a njihovo grebenje se okomito spušta i do 100 m u dubinu. 

## Park prirode Tubbataha
God. 1988. osnovan je 332 km² velik Park prirode Tubbataha, kojega je predsjednica Gloria Macapagal-Arroyo proširila na 968.24 km², što ga čini jednim od najvećih pomorskih zaštićenih područja na svijetu. God. 1993. park je upisan na UNESCOv popis mjesta svjetske baštine u Aziji i danas je pod upravom grada Cagayancillo i pod konstantnom oružanom zaštitom filipinskog ministarstva obrane (DND). 
Ni grebenje, ni njihovi otočići, nisu naseljeni, i posjećuju ga samo turisti, i to uglavnom ronioci. Udaljen je dvanaestosatnom vožnjom brodom iz Puerto Princesa i kako se smatra jednim od najboljih mjesta za ronjenje, ne samo na Filipinima nego i na svijetu, turistički brodovi za Tubbatahu su uglavnom rezervirani godinama unaprijed, osobito za "zlatnog tjedna" azijskih blagdana i uskrsa (travanj-srpanj). Od ožujka 2011. ulazniza za pomorski park je 75$, ali turistima nije dozvoljeno nogom stupiti na pijesak grebenja, osim kod rendžerske kuće gdje mogu kupiti suvenire.

## Živi svijet
Pomorski svijet ovog područja je izuzetno bogat s dosad zabilježenih 374 vrsta koraljia (90% filipinskih vrsta) i 479 vrsta riba, kao što je endemska Napoleonska ustnača (Cheilinus undulatus), te rijetke vrste kao što su: Bjelovrhi grebenjski morski pas (Triaenodon obesus), i ostale vrste: Carangidae, tuna, manta, barakuda, kitopsina. Tubbataha je također i jedno od važnih područja gdje se gnijezde mnoge vrste morskih ptica (poput ugrožena uskrsnog fregata (Fregata andrewsi)), ali i ugrožene morske kornjače: golema želva (Chelonia mydas) i karetna želva (Eretmochelys imbricata) .

## Poveznice
- Veliki koraljni greben, Australija
- Koraljni greben Belizea
- Otočje Galápagos
- Poluotok Valdés

## Vanjske poveznice
- Tubbataha Reefs National Marine Park  Arhivirana inačica izvorne stranice od 30. travnja 2011. (Wayback Machine) - The Official Tubbataha Reefs National Marine Park Website
- Palawan Council for Sustainable Development  Arhivirana inačica izvorne stranice od 8. listopada 2011. (Wayback Machine)

|  | Zajednički poslužitelj ima još gradiva o temi Greben Tubbataha |